# Sunchang-gun
Sunchang-gun (hangul 순창군, hanja 淳昌郡) är en landskommun (gun) i den sydkoreanska provinsen Norra Jeolla. Kommunen har 28 164 invånare (2020). Den administrativa huvudorten är Sunchang-eup.
Kommunen är indelad i en köping (eup) och tio socknar (myeon):
Bokheung-myeon,
Donggye-myeon,
Geumgwa-myeon,
Gurim-myeon,
Ingye-myeon,
Jeokseong-myeon,
Paldeok-myeon,
Pungsan-myeon,
Ssangchi-myeon,
Sunchang-eup och
Yudeung-myeon.